# Nödbromsöverbryggning
Nödbromsöverbryggning, NBÖ, är ett system som många av dagens tåg är utrustade med. Systemet gör så att lokföraren kan förhindra att tåget stannar när någon drar i nödbromsen. På så sätt kan lokföraren köra tåget vidare och stanna vid en lämplig plats. Detta är en viktig funktion i långa tunnlar eftersom det, vid en brand, är bättre att tåget först tar sig ut ur tunneln än att det stannar i tunneln.
Nödbromsöverbryggning är ett krav på de tåg som ska köra på Öresundsförbindelsen, eftersom det finns en fyra kilometer lång tunnel. De tåg som produceras idag är alltid utrustade med systemet, medan äldre tåg inte är det. Svenska sittvagnar och sovvagnar har det inte varför sådana vagnar slutade gå till Köpenhamn när bron öppnades. Systemet krävs även i Malmö Citytunnel och Botniabanan söder om Örnsköldsvik
 varför nattågen till övre Norrland byggdes om 2011-2012. Stockholms tunnelbanas tåg har nödbromsöverbryggning sedan cirka 1997, efter åratals vägande för och emot. Det är inte ett krav i Arlandatunneln som är längre än Öresundsförbindelsens tunnel.